# Isabelle Gautheron
Isabelle Gautheron (Villeneuve-Saint-Georges, 3 de desembre de 1963) va ser una ciclista francesa especialista en pista. Del seu palmarès destaca la medalla de bronze al Campionat del món de velocitat.

## Palmarès
- 1982
  - 1a al Gran Premi de París
- 1983
  -  Campiona de França de Velocitat
- 1985
  - 1a al Gran Premi de París
- 1986
  -  Campiona de França de Velocitat
- 1987
  -  Campiona de França de Velocitat
- 1988
  -  Campiona de França de Velocitat
- 1989
  -  Campiona de França de Velocitat
- 1990
  -  Campiona de França de Velocitat